# Братя Газданови
Братя Газданови (на осетински: Гӕздӕнты ӕфсымӕртӕ) са седем братя, загинали по различно време в битките на Великата отечествена война. Всички братя са родени в село Дзуарикау (Северноосетинска АССР, РСФСР, СССР) и са призовани на фронта от родното си село. Майка им Тасо Газданова (Ваниева) умира след третото погребение. Баща им Асахмат живее до края на войната, но почива, след като получава известие (на руски: похоронка) за последното погребение.

## Списък
- Магомед (Махомат) Асахметович Газданов (1909 – 1943), редник. Работил е като тракторист. Призован от Орджоникидзовския военкомат през 1942 г. Изчезнал безследно през август 1943 г.[2] Убит при отбраната на Севастопол.
- Махарбек (Махорбек) Асахметович Газданов (1911 – 1941), редник. Работил е като учител. Умира близо до Москва.
- Хаджисмел Асахметович Газданов (1913 – 1942), редник. Работил е в колхоз. Убит при отбраната на Севастопол.
- Дзарахмет (Дзарахмат) Асахметович Газданов (1916 – 1942), редник. Изчезнал безследно през октомври-ноември 1941 г.[2] Убит в битката при Новоросийск. Погребан е в град Новоросийск, централен окръг, югозападен район, в градското гробище.[2] Единственият от братята, който успява да се ожени, преди да отиде на фронта (дъщеря му Мила е родена без баща).[3]
- Созирко (Созрико) Асахметович Газданов (1918 – 1943), редник. Работил като технолог. Загива в боевете за Киев.
- Шамил Асахметович Газданов (1916 – 1944). В Червената армия от 1937 г. Кандидат-член на КПСС(б). Награден с орден „Червена звезда“ (№: 85/n от: 31.08.1944 г. на 2-ра дивизия за унищожаването на 4 вражески огневи точки и 45 войници)[2], орден „Отечествена война“ 1 (заповед № .: 380 от: 1 ноември 1943 г. за унищожаването на 5 тежки картечници, 2 гранатомета, 20 противникови войници и 3 наблюдатели)[2] и 2 степени (заповед № 90/n от 22 юли 1944 г. на стр. 11 от корпуса за унищожаване на 20 вражески войници, 3 тежки картечници и 1 противотанково оръдия),[2] орден на Червената звезда (заповед №: 38/n от 11.06.1943 г. за унищожаване на вражески взвод, 4 бункера и 1 НП).[2] Гвардеец лейтенант Газданов, командир на батарея на оръдеен взвод от 6-ти гвардейски стрелкови полк на 2-та гвардейска стрелкова дивизия, загинал в боя на 23 ноември 1944 г. на територията на Латвийската ССР.[2] Погребан югоизточно от село Никрац, на територията на Латвийската ССР.[2]
- Хасанбек Асахметович Газданов (1921 – ?), редник от 14-та гвардейска армия. Изчезнал безследно на 24 септември 1941 г. при отбраната на село Тимошевка, Запорожка област, Украинска ССР.[2]

## Памет
В Дзуарикау има паметник, посветен на братя Газданови, дело на скулптора Сергей Санакоев, изобразяващ скърбяща майка, Тасо Газданова и седем жерава. Обект е на културното наследство на Русия с регионално значение. Паметникът с жеравите е издигнат през 1963 г. В Дзуарикау с помощта на местните жители през 70-те години на миналия век е основан малък музей в селско училище, където се съхраняват седем братя черкези и техните снимки. Улици в Дзуарикау и Владикавказ са кръстени на братя Газданови. Има осетински сценичен танц „Седем косачки“, символизиращ седемте братя Газданови. През 2018 г. Заур Кундухов пише поемата „Паднали герои“, а през 2019 г. Казбек Рубаев изпълнява с китара песен, наречена „Братя Газданови“. По някои сведения вдъхновението, дало повод на Расул Гамзатов да напише стихотворението „Журавли“ е негово посещение на Обелиска на скърбящата майка и седемте отлитащи птици (на руски: Обелиск скорбящая мать и семь улетающих птиц), построен през 1963 г. Този мемориал е на седемте братя Газданови от село Дзуарикау, Северноосетийска АССР, РСФСР, СССР. Братята загиваат във Велката отрчествена война.